# Zucchero, miele e peperoncino
Zucchero, miele e peperoncino è un film comico italiano del 1980, in tre episodi, diretto da Sergio Martino, con Lino Banfi, Edwige Fenech, Pippo Franco e Renato Pozzetto.
La pellicola ha avuto un ideale seguito con il film Ricchi, ricchissimi... praticamente in mutande, del 1982, sempre di Sergio Martino.

## Trama
Davanti ad un pretore sfilano una serie di personaggi, protagonisti di 3 vicende più o meno complicate e tragicomiche.

### Primo episodio
Valerio Milanese è un pugliese che, a causa di uno scambio di fotografie, viene scambiato per Matteo Pugliese, un pericoloso assassino ricercato dalla polizia. Una giornalista molto sexy, convinta di aver messo le mani sullo scoop della sua carriera, finisce per peggiorare la sua posizione.

### Secondo episodio
Giuseppe Mazzarelli è un laureato in lingue che non riesce a trovare un lavoro. Dopo una disastrosa esperienza come comparsa femminile, viene soccorso da una donna che gli dà un passaggio e gli offre un lavoro. Giuseppe, approfittando del fatto di essere travestito da donna, decide di fingersi una domestica: inizia a lavorare in una casa dove il proprietario, Duilio Mencacci, è un manesco macellaio, mentre la moglie Mara è una donna infelice, maltrattata dal marito. Mara scopre che Giuseppina in realtà è Giuseppe e decide di portarselo a letto. Il marito s'insospettisce sempre di più del rapporto tra la moglie e la domestica: quando Mara rimane incinta, Duilio scopre l'inganno. Giuseppe finisce all'ospedale: ne esce con un danno permanente, che gli impedirà in futuro di avere altri figli, ma conquisterà l'amore di Mara.

### Terzo episodio
Plinio Carlozzi è un tassista che ama il suo taxi al di sopra di tutti ma, contro la sua volontà, rimane coinvolto in una fuitina a Ostia da parte di un gruppo di siciliani, che vuole costringere una giovane a sposare uno di loro, nonostante ella non sia consenziente. Alla fine Plinio riesce a evitare il matrimonio forzato che la ragazza, di nome Rosalia, non accettava: quest'ultima si mostra grata nei suoi confronti, al punto di sposarlo.

## Riprese
Le riprese del film si svolsero a Roma, alle Terme di Caracalla, al Lido di Ostia e alle cascate di Monte Gelato nel comune di Mazzano Romano.